# マイ・ストーリー (書籍)
『マイ・ストーリー』（Becoming）は、2018年11月13日に出版された元アメリカ合衆国ファーストレディのミシェル・オバマによる回想録である。オバマは本書を深い個人的な経験であると説明しており、彼女のルーツ、自分の考えを確立した経緯、ホワイトハウスで過ごした日々、公衆衛生キャンペーンへ、母親としての役割について語られている。本書はクラウンより出版され、24カ国語で発表された。本書の100万部が子供たちに本を提供するアメリカの非営利団体であるファースト・ブックに寄贈された。
本書は2018年でアメリカ合衆国で出版された最も売れた本であり、出版から15日で200万部以上を売り上げている。

## 背景
原書で448ページあるこの回想録は2018年11月13日に出版された。バラク・オバマはミシェルがゴーストライターを起用したと述べた。『オブザーバー』は本書の謝辞のセクションで仕上げに関わったチームへの感謝が述べられていることを指摘している。

## 内容
本書には24の章と序文とエピローグがあり、全体で「BECOMING ME」、「BECOMING US」、「BECOMING MORE」の3つのセクションにわかれている。
序文ではファーストレディとなったミシェルオバマのその後の生活に触れることで彼女の物語が幕を開けるための舞台が整えられている。
「BECOMING ME」では、シカゴのサウス・サイドの2階のアパートで両親（父のフレイザーと母のマリアン・ロビンソン）と暮らす幼少時代から始まる。当時の彼女は兄のクレイグと寝室を共にしていた。このセクションではプリンストン大学とハーバード・ロー・スクールでの教育、シドリー・オースティン法律事務所での初期の弁護士としてのキャリア、そしてバラク・オバマとの出会いが書かれている。プリンストン大学での経験とシドリー・オースティン法律事務所についてはかなり長く語られているが、ハーバード・ロー・スクールでのそれは比較的わずかしか言及されていない。
「BECOMING US」は、オバマ夫妻の恋愛関係の始まりを皮切りとし、2人の結婚、そしてイリノイ州上院での政治キャリアの始まりを追っている。このセクションではオバマは企業法務から非営利へとキャリアを「転向」させ、娘たちを育てながら仕事を続け、政治的なイベントに登壇し、夫の選挙運動に徐々に関わるようになったことも記されている。本書ではオバマが史上初のアフリカ系アメリカ人のアメリカ合衆国のファーストレディ、母親としての義務、そして結婚生活とのバランスをとっていることが語られている。このセクションは、バラク・オバマがアメリカ合衆国大統領に選出された2008年の選挙の夜で終わっている。
「BECOMING MORE」では、バラク・オバマの大統領就任、ミシェル・オバマの「レッツ・ムーブ!」キャンペーンへの注力、2人の娘（マリアとサーシャ）の「最高司令官ママ」としての役割、そしてファーストファミリーとしてのオバマ夫妻の生活の他の側面が語られている。
エピローグではドナルド・トランプの就任日とも重なるホワイトハウスでのオバマ夫妻の最後の1日について、そしてミシェル・オバマのオプティミズムについての考察が記されている。彼女はまた、政界への出馬の意思がないことも表明している。

## 売り上げ
アメリカ合衆国とカナダにおけるハードカバー、オーディオ、電子版を合せた初日の総売上は約72万5000万部であり、2018年の全書籍で2番目の初動記録であった。これは初日で約90万部を売り上げたボブ・ウッドワードの『FEAR 恐怖の男 トランプ政権の真実』に次ぐ記録である。一方でバーンズ・アンド・ノーブルは、『マイ・ストーリー』は初週売り上げで『FEAR 恐怖の男』を上回っており、2015年の『さあ、見張りを立てよ』以来、どの大人向け書籍より初週売り上げが多かったと発表している。初週の売り上げは140万部であった。15日後に本書は2018年にアメリカ合衆国で最も売れた本となった。
2019年3月26日までに『マイ・ストーリー』は1000万部を売り上げている。さらに『ニューヨーク・タイムズ』は2020年11月時点で「アメリカ合衆国とカナダで800万部以上、全世界であわせて1400万部を売り上げた」と報じている。

## 評価
レビュー収集サイトのブック・マークスは22件の批評のうち、18%が本書を「絶賛」、73%が「肯定的」であったとまとめた。本書はオプラズ・ブック・クラブ2.0に選出された。Goodreadsでは4万2000件以上の採点と4万1000件以上の批評文が寄せられ、平均点は5点満点で4.55となった。『アトランティック』のハンナ・ジョグリスは本書を「爽やか」、「印象的」という言葉で表現した。
2020年、オーディオブック版がグラミー賞スポークン・ワード・アルバム賞を受賞し、またアメリカ図書館協会によりヤング・アダルト向けの素晴らしいオーディオブックのトップ10に選出された。

## サウンドトラック
アメリカ合衆国のミュージシャンのクエストラヴはサウンドトラック『The Michelle Obama Musiaqualogy』を製作した。

## ツアー
2018年11月、ミシェル・オバマはシカゴのユナイテッド・センターを皮切りに、全米各地のアリーナでブックツアーを行った。オバマはシカゴのニア・ウエスト・サイドの母校であるホイットニー・M・ヤング・マグネット高校で現地の昼間のテレビ番組『Windy City Live』に出演し、本書とツアーのプレビューを行った。
ツアー初期は10都市12会場であったが、人気と共に拡大し、2019年2月時点でヨーロッパ6都市とカナダ4都市を含む21都市が加わった。

## 映画
2020年5月、本書を基にし、オバマのブックツアーを追ったドキュメンタリー映画がNetflixで配信された。このドキュメンタリーにはオバマのツアーの舞台裏や、オプラ・ウィンフリーやスティーヴン・コルベアらとのインタビュー映像が収められている。

## 翻訳
- アラビア語: وأصبحتُ, 翻訳: M. Abdul Ahad and A. Salem (Hachette Antoine, 2019: ISBN 9786144693063)
- ブルガリア語: Моята история, 翻訳: Marin Zagorchev (Softpres, 2019: ISBN 9786191515011)
- カタルーニャ語: La meva història, 翻訳: Núria Parés Sellarès, Mar Albacar i Morgó, Esther Roig Giménez and Anna Llisterri i Boix (Rosa Vents, 2018: ISBN 9788419394149)
- デンマーク語: Min historie (Lindhardt & Ringhof, 2018: ISBN 9788711693100)
- オランダ語: Mijn verhaal, 翻訳: Rob de Ridder (Hollands Diep, 2018: ISBN 9789048840762)
- エストニア語: Minu lugu (Helios Kirjastus, 2018: ISBN 9789949610686)
- フィンランド語: Minun tarinani, 翻訳: Ilkka Rekiaro (Otava, 2018: ISBN 9789511321224)
- 日本語: マイ・ストーリー, 翻訳: 長尾莉紗、柴田さとみ (集英社、2019: ISBN 9784087861174)
- ハンガリー語: Így lettem, 翻訳: Böbe Weisz and Éva Andó (HVG Könyvek, 2018: ISBN 9789633045725)
- リトアニア語: Mano istorija, 翻訳: Inga Būdevytytė, Indrė Kaulavičiutė and Jovita Liutkutė (Alma Littera, 2018: ISBN 9786090135327)
- ペルシア語: شدن, 翻訳: Ali Salami (Mehr Andish, 2018: ISBN 9786006395715)
- ポルトガル語: Minha História, 翻訳: Débora Landsberg, Denise Bottmann and Renato Marques (Objetiva, 2018: ISBN 9788547000646)
- ルーマニア語: Povestea mea, 翻訳: Corina Hadareanu (Litera, 2018: ISBN 9789569646621)
- スペイン語: Mi historia (Plaza & Janés, 2018: ISBN 9789569646621)